# Cassell and Company
Pour les articles homonymes, voir Cassell.
Cassel and Company est à l'origine une maison d'édition londonienne fondée en 1848, qui appartient à Octopus Publishing Group (Hachette Livre).

## Historique
Cassell & Co. est une maison d'édition londonienne fondée en 1848 par John Cassell (1817-1865).
John Cassell, qui a été tour à tour charpentier, prédicateur, négociant de thé et de café, puis épicier, se consacre, passé la trentaine, à l'édition. Sa première publication, le 1er juillet 1848, consiste en un journal hebdomadaire appelé The Standard of Freedom préconisant la liberté religieuse, politique et commerciale. Il lance ensuite The Working Man's Friend devenue à son tour une publication populaire. En 1849, Cassell partage son temps entre ses publications et son épicerie. En 1851, ses affaires se développant, il loue une partie de La Belle Sauvage [sic], une auberge londonienne située à Ludgate Hill qui avait été un théâtre aux temps élisabéthains. En 1853, il lance le Cassell's Magazine, qui paraît sans discontinuer jusqu'en 1935 et qui publia en feuilletons de nombreux romans accompagnés d'illustrations.
En juin 1855, à la suite d'une première faillite de John Cassell, Thomas Dixon Galpin et George William Petter rachètent ses dettes et sa maison d'édition. Entre 1855 et 1858, la société fonctionne sous le nom de Petter & Galpin et ses ouvrages sont publiés sous la marque W. Kent & Co. En 1858, John Cassell, encore insolvable, reste un actionnaire minoritaire de la société, et ce jusqu'à sa mort en 1865. L'une des publications les plus prestigieuses, La Grande Bible de Tours, est publiée en 1866, en partenariat avec l'éditeur français Mame, illustrée de 139 grandes gravures sur bois d'après des compositions de Gustave Doré : le succès en Grande-Bretagne est important, assurant à Doré une notoriété outre-manche.
Avec l'arrivée d'un nouveau partenaire, Robert Turner, en 1878, la maison devient Cassell, Petter, Galpin & Company. Galpin se montre un chef d'entreprise innovant. George Lock, le fondateur de Ward Lock Publishing, une autre maison d'édition, était le cousin germain de Galpin. Petter abandonne en 1883, en désaccord avec la publication regardant les fictions, et en 1888, la raison sociale est changée en Cassell & Co, Ltd après la retraite de Galpin et la mort de Petter.
À cette date, la production de périodiques est relancée avec une série de périodiques illustrés : The Quiver, Cassel's Family Magazine, Little Folks, Cassell's Saturday Journal, The Magazine of Art, The Woman's World (dirigé par Oscar Wilde), ainsi qu'une collection d'ouvrages de littérature illustrés, dans laquelle on trouve des auteurs comme Robert Louis Stevenson, Henry Rider Haggard, William Westall, André Laurie, qui sont autant de best-sellers...
L'un de leurs plus grands succès de librairie fut en 1885 la publication de Les mines du roi Salomon de H. Rider Haggard, illustré par Walter Paget (1862-1935).
Thomas Wemyss Reid (1842-1905), un éditeur de journaux, nouvelliste et biographe, reste le directeur général jusqu'en 1905, année où Arthur Spurgeon reprend la tête de la société. Éditant principalement des magazines, avec Spurgeon, l'édition de livres est relancée. En 1923, l'entreprise est introduite au London Stock Exchange et quelques années plus tard, en 1927, une grande partie des magazines est revendue à Amalgamated Press, après de nombreux conflits sociaux.
Les locaux historiques, The Belle Sauvage Yard, sont détruits en 1941 au cours du blitz, au début de la Seconde Guerre mondiale. De nouveaux locaux sont établis à Red Lion Square. Au début des années 1950, Cassell commande une statue à l'artiste David McFall (en), figurant Pocahontas, qui vient orner le porche du siège londonien.
En 1969, Cassell est rachetée par Crowell Collier & Macmillan. En 1982, Macmillan revend Cassell à CBS. En 1986, CBS cède Cassell à un fonds d'investissement dirigé par le financier Philip Sturrock, qui introduit l'éditeur en bourse en 1994, et ramène le chiffre d'affaires à 24 millions de livres sterling. En décembre 1998,  Sturrock revend la marque et le fonds Cassell & Co à Orion Publishing Group.
En janvier 2002, les marques Cassell et Weidenfeld fusionnent pour former une nouvelle filiale d'Orion, sous le nom de Weidenfeld and Nicolson Ltd.
Aujourd'hui, seule la marque Cassell Illustrated survit comme filiale au sein d'Octopus Publishing Group, appartenant à Hachette Group.

## Sources
- (en) Cet article est partiellement ou en totalité issu de l’article de Wikipédia en anglais intitulé « Cassell (publisher) » (voir la liste des auteurs).